# Jingjian (sockenhuvudort i Kina, Heilongjiang Sheng, lat 45,82, long 127,62)
Jingjian (kinesiska: 经建, 经建乡) är en sockenhuvudort i Kina. Den ligger i provinsen Heilongjiang, i den nordöstra delen av landet, omkring 77 kilometer öster om provinshuvudstaden Harbin. Antalet invånare är 20 192. Befolkningen består av 9 888 kvinnor och 10 304 män. Barn under 15 år utgör 14,0 %, vuxna 15-64 år 79 %, och äldre över 65 år 6,0 %.
Runt Jingjian är det ganska tätbefolkat, med 144 invånare per kvadratkilometer. Närmaste större samhälle är Binzhou, 13,1 km sydväst om Jingjian. Trakten runt Jingjian består till största delen av jordbruksmark.
Genomsnittlig årsnederbörd är 853 millimeter. Den regnigaste månaden är juli, med i genomsnitt 166 mm nederbörd, och den torraste är januari, med 10 mm nederbörd.